# Iron Lung
Iron Lung – pierwszoosobowa gra komputerowa z gatunku horror, symulująca okręt podwodny, opracowana i wydana przez Davida Szymańskiego w 2022 roku. Gracz kontroluje bezimiennego skazańca, który eksploruje ocean wypełniony krwią na opustoszałym księżycu w małej, zardzewiałej łodzi podwodnej o nazwie „Iron Lung”. Gra została wydana na platformę Windows 10 marca 2022 roku. Wersja na konsolę Nintendo Switch została wydana 19 grudnia 2022 roku.

## Rozgrywka
Gracz kontroluje bezimiennego skazańca, który steruje miniaturowym okrętem podwodnym z niewielką przestrzenią do poruszania się. Okrętem można sterować za pomocą sprzętu nawigacyjnego znajdującego się z przodu okrętu. Kurs i pozycja okrętu są wyświetlane za pomocą minimalistycznego interfejsu. W łodzi podwodnej nie ma zamontowanego peryskopu, a gracz nie może z niej wyjść. Zmuszony jest do korzystania z mapy i kamery do poruszania się po mapie gry. W niektórych momentach gracz musi użyć kamery do zrobienia zdjęć, które ujawniają charakter otoczenia, w którym się  znajduje. W trakcie akcji występują zdarzenia, w tym spadki tlenu i ciśnienia, które nie wpływają na rozgrywkę.

## Fabuła
W przyszłości, w której ludzkość skolonizowała przestrzeń kosmiczną, wydarzenie znane jako „Ciche Pochwycenie” powoduje, że wszystkie gwiazdy i nadające się do zamieszkania planety we wszechświecie w niewytłumaczalny sposób znikają, pozostawiając przy życiu tylko jednostki na pokładzie stacji kosmicznych lub statków kosmicznych. Aby zapewnić przetrwanie ludzkości, Consolidation of Iron wysyła ekspedycję na opuszczony księżyc AT-5, na którego powierzchni powstał rozległy ocean ludzkiej krwi, który jest uważany za miejsce, w którym znajdują się zasoby niezbędne do podtrzymania ludzkiego życia. Gracz wciela się w postać skazańca, którego zadaniem jest eksploracja oceanu krwi w miniaturowym okręcie podwodnym. Ze względu na ciśnienie i głębokość oceanu, główny właz jest zaspawany, przedni wizjer został obudowany metalem, a łączność zostaje utracona wkrótce po zanurzeniu. Graczowi obiecano wolność po powrocie na powierzchnię, ale notatka pozostawiona przez poprzedniego marynarza ostrzega go, że jest zupełnie inaczej.
Gracz przejmuje kontrolę nad okrętem podwodnym „Iron Lung”, przemierzając wąskie jaskinie. Przy użyciu kamery zamontowanej w okręcie podwodnym, gracz robi zdjęcia interesujących miejsc rozrzuconych po mapie. Fotografie ujawniają jednak coraz bardziej niezwykłe cechy, takie jak wzrost roślin, formacje skalne, duże niezidentyfikowane szkielety i sztuczne struktury przypominające fasady budynków. Gracz musi również stawić czoła pożarowi, który wybucha w tylnej części okrętu podwodnego. Gdy okręt podwodny „Iron Lung”, zbliża się do kuli światła, statek zaczyna się gwałtownie trząść. W innym miejscu gracz chwyta oko dużego, niezidentyfikowanego stworzenia morskiego, które w odwecie atakuje statek, powodując znaczny wyciek. Po dotarciu do ostatniego punktu, gdy gracz próbuje dosięgnąć elementów sterujących kamerą, niezidentyfikowane stworzenie przebija okręt podwodny, kończąc grę.
Zakończenie gry ujawnia, że nie ma obecnie metody na odzyskanie szczątków lub zdjęć ze zniszczonego okrętu podwodnego, więc misja gracza poszła na marne.

## Odbiór
Iron Lung otrzymało ogólnie pozytywne recenzje, a recenzent Aaron Boehm z Bloody Disgusting chwalił „opresyjną” atmosferę gry i „wyjątkową” oprawę dźwiękową. Renata Price z Vice News napisała, że atmosfera gry przywołuje na myśl „systemową spiralę śmierci w sercu kapitalizmu”. Zoey Handley z Destructoid pochwaliła koncepcję horroru argumentując, że można ją w pełni zrealizować tylko w „interaktywnym medium”, takim jak gry komputerowe.

### Wzrost popularności po implozji łodzi podwodnej Titan
W czerwcu 2023 roku, po implozji łodzi podwodnej „Titan” z pięcioma osobami na pokładzie, gra Iron Lung doświadczyła gwałtownego wzrostu popularności i sprzedaży, a niektórzy porównywali aspekty gry z rzeczywistymi okolicznościami osób znajdujących się na pokładzie łodzi podwodnej „Titan”, takimi jak niemożność otwarcia włazu od wewnątrz. Krótko po tym David Szymański wyraził swój dyskomfort z powodu zwiększonej sprzedaży na Twitterze.

## Adaptacja filmowa
21 kwietnia 2023 roku amerykański YouTuber Mark Fischbach, znany pod pseudonimem Markiplier, ogłosił, że zaadaptuje grę Iron Lung na pełnometrażowy horror. David Szymański potwierdził również, że był zaangażowany w film od czasu preprodukcji, pomagając przy jego scenariuszu i będąc na planie filmowym. Nie ujawniono szczegółów fabuły ani daty premiery, natomiast 14 października 2023 roku ukazał się oficjalny zwiastun filmu.